# 訃報 2010年5月
訃報 2010年5月（ふほう 2010ねん5がつ）では、2010年5月中に物故した、又は物故が報じられた人物についてまとめる。

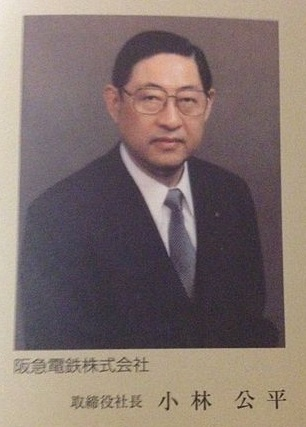
小林公平／5月1日没

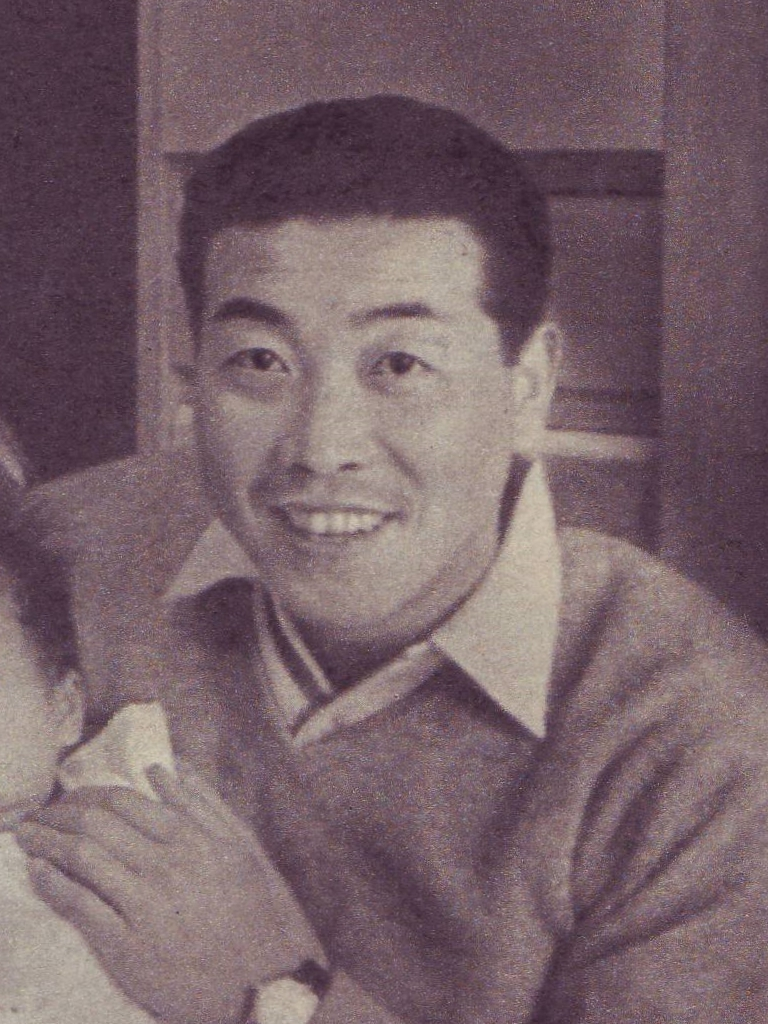
田宮謙次郎／5月5日没

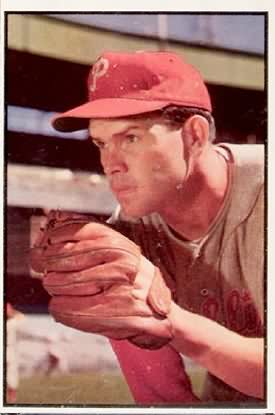
ロビン・ロバーツ／5月6日没

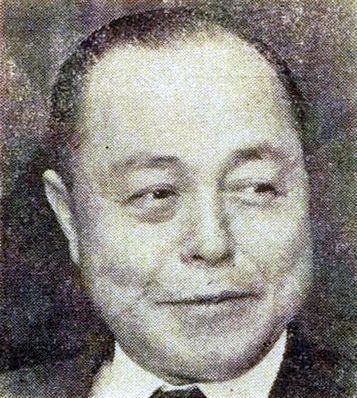
鈴木俊一／5月14日没

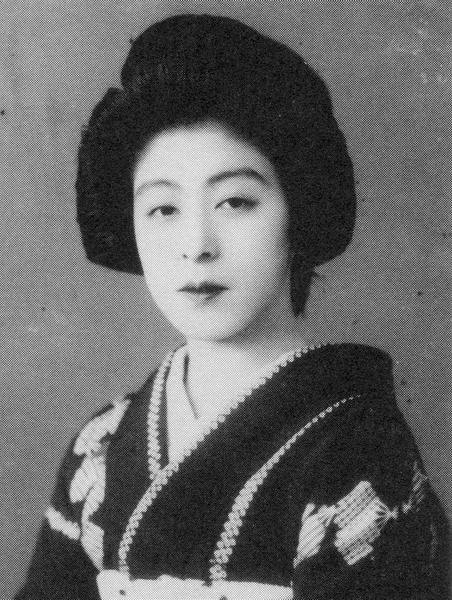
みな子／5月31日没

## （1日 - 15日）
- 5月1日 - 小林公平、日本の実業家、元阪急電鉄社長・会長、宝塚音楽学校名誉校長（* 1928年)[1]
- 5月1日 - 宇佐美三郎、日本の政治家、元新潟県吉田町長（* 生年不明）
- 5月2日 - 知念カマ、日本のスーパーセンテナリアン、長寿世界一の人物（* 1895年）[2]
- 5月2日 - 佐藤慶、日本の俳優（* 1928年）[3]
- 5月2日 - 柴田拓二、日本の建築学者、北海道大学名誉教授・元工学部長、元北海道工業大学学長（* 1929年)
- 5月2日 - 朝井茂治、日本の元プロ野球選手（* 1941年)
- 5月2日 - リン・レッドグレイヴ、イギリスの女優（* 1943年)
- 5月3日 - キンジ渋谷、アメリカ合衆国ユタ州出身の日系2世プロレスラー（* 1921年）[4]
- 5月4日 - アーニー・ハーウェル(Ernie Harwell)、アメリカ合衆国のスポーツアナウンサー、スタジアムDJ（* 1918年)
- 5月4日 - 小原繁男、日本の農業・園芸研究家、農学博士（* 1924年)
- 5月4日 - ブリタ・ボルグ(Brita Borg)、スウェーデンの女優、歌手（* 1926年)
- 5月4日 - 茅野亮、日本の実業家、ファミリーレストラン『すかいらーくグループ』創業者（* 1934年)
- 5月5日 - ジュリエッタ・シミオナート、イタリアのオペラ歌手（* 1910年)
- 5月5日 - 平野勇夫、日本の元新聞記者、毎日新聞社元取締役編集主幹/編集局長（* 1924年)
- 5月5日 - 田宮謙次郎、日本の元プロ野球選手、指導者、政治家、元東映フライヤーズ監督、元茨城県下館市議会議員（* 1928年）
- 5月5日 - ウマル・ヤラドゥア、ナイジェリアの政治家、第13代大統領（* 1951年)
- 5月6日 - ジャコモ・ネーリ(Giacomo Neri)、イタリアの元サッカー選手、元サッカーイタリア代表選手（* 1916年)
- 5月6日 - ロビン・ロバーツ、アメリカ合衆国メジャーリーグフィラデルフィア・フィリーズ元投手（* 1926年)
- 5月7日 - フランシスコ・アグアベラ(Francisco Aguabella)、キューバのジャズミュージシャン、パーカッション奏者（* 1925年)
- 5月7日 - 北野耕平、日本の考古学者、神戸商船大学名誉教授（* 1931年)
- 5月7日 - ハンス・リヒャルト・シュトラッケ、オーストリアの指揮者、作曲家[5]
- 5月8日 - 島野修、日本の元プロ野球選手、阪急ブレーブスおよびオリックス・ブルーウェーブ球団マスコットのスーツアクター（* 1950年)
- 5月8日 - 神戸守一、およげ!たいやきくんのモデル（* 1924年)
- 5月9日 - フローリー・ボールドウィン(Florrie Baldwin) 、イギリスの高齢者、英国・ヨーロッパ最高齢の人物（* 1896年)
- 5月9日 - 安藤太郎、日本の実業家、住友不動産元会長（* 1910年)
- 5月9日 - レナ・ホーン、アメリカ合衆国のジャズ歌手（* 1917年)
- 5月9日 - 林勲男、日本の数学者、名古屋大学名誉教授（* 1919年)
- 5月9日 - 細野達也、日本の音楽活動家、日本ワーグナー協会理事長、日本放送協会元理事（* 1929年)
- 5月9日 - 小掛照二、日本の元陸上競技選手、陸上競技指導者（* 1932年)
- 5月9日 - ハンス・ダイクスタル(Hans Dijkstal)、オランダの政治家、自由民主国民党第12代党首（* 1943年)
- 5月9日 - 蛯名末五郎、日本の地方競馬調教師【特別区競馬組合所属】（* 1949年)
- 5月9日 - 朱厚沢、中華人民共和国の政治家（* 1931年)
- 5月9日 - エリカ・ブラスバーグ(Erica Blasberg)、アメリカ合衆国の女子プロゴルファー（* 1984年)[6]
- 5月9日 - 岩崎巴人、日本の日本画家（* 1917年)
- 5月10日 - 久保田照雄、日本の銀行家、北陸銀行元頭取（* 1926年)
- 5月10日 - フランク・フラゼッタ、アメリカ合衆国のイラストレーター（* 1928年)
- 5月10日 - 富永卓二、日本のテレビドラマ演出家、フジテレビジョン元編成局長（* 1935年)
- 5月11日 - 永井純義、日本の外科医師、東京医科大学元理事長、名誉教授（* 1916年)
- 5月11日 - 川本幸生、日本の元野球選手、広島県立広島商業高等学校野球部元監督、NHK高校野球解説者（* 1957年)
- 5月12日 - 山路曜生、日本の舞踊家（* 1929年)
- 5月12日 - 寺内小春、日本の脚本家（* 1931年)
- 5月13日 - 根岸忠雄、日本の実業家、東邦チタニウム元社長（* 1915年)
- 5月13日 - 服部碩夫、日本の美術学者、山口大学名誉教授（* 1923年)
- 5月13日 - 樋田富治郎、日本の政治家、元群馬県長野原町長（* 1923年)
- 5月14日 - 鈴木俊一、日本の政治家、自治・内務官僚、第9-12代東京都知事、元内閣官房副長官（* 1910年)
- 5月14日 - 若山徳次郎、日本の実業家、料理人、洋食店「五島軒」会長（* 1917年)
- 5月14日 - ノーマン・ハンド(Norman Hand)、アメリカ合衆国のフットボール選手（* 1972年)
- 5月14日 - 岩永高弘、日本の競艇選手（* 1973年)
- 5月14日 - ヤーノシュ・シャーンドル、ハンガリーの指揮者（* 1933年)
- 5月15日 - ルドルフ・ハプスブルク＝ロートリンゲン - ハプスブルク＝ロートリンゲン家の一員（* 1919年)

## （16日 - 31日）
- 5月16日 - 加藤克巳、日本の歌人（* 1915年)
- 5月16日 - 垂井一郎、日本の経営者、セコム(社長)（* 1924年)
- 5月16日 - ハンク・ジョーンズ、アメリカ合衆国のピアニスト、作曲家（* 1918年)
- 5月16日 - ロニー・ジェイムズ・ディオ、アメリカ合衆国のヘヴィメタル・ロックシンガー（* 1942年)
- 5月17日 - ゴー・ケンスイ(Goh Keng Swee)、シンガポールの政治家、同国第2代副首相（* 1918年)
- 5月17日 - イヴォンヌ・ロリオ＝メシアン、フランスのピアニスト（* 1924年)
- 5月17日 - 出雲井晶、日本の画家、「日本の神話」伝承館館長（* 1926年)
- 5月17日 - 石黒久晫、日本の検察官、元名古屋地方検察庁検事正、弁護士（* 1931年)
- 5月17日 - 吉岡治、日本の作詞家（* 1934年)
- 5月17日 - 野中洋一、日本の実業家、丸善石油化学社長（* 1943年)
- 5月18日 - エドアルド・サングイネーティ、イタリアの詩人（* 1930年)
- 5月19日 - 荒川修作、日本の現代美術家（* 1936年)
- 5月19日 - 梶木剛、日本の文芸評論家（* 1937年)
- 5月20日 - 村山達雄、日本の政治家、元自民党衆議院議員、第82・91・92代大蔵大臣、第61代厚生大臣（* 1915年)
- 5月20日 - グサン・マルトハルトノ、インドネシアの作曲家、『ブンガワン・ソロ』作者（* 1917年)
- 5月20日 - ウォルター・ルーディン、アメリカ合衆国の数学者（* 1921年)
- 5月20日 - 黒田善弘、日本の実業家、住友製薬元社長（* 1924年)
- 5月20日 - 鈴木滋、日本の体育学者、日本サッカー協会公認トレーニングコーチ(元サッカー日本代表チームフィジカルトレーニングコーチ)（* 1949年)
- 5月21日 - 小松茂美、日本の美術史学者（* 1925年)
- 5月21日 - サイード・アル=マスリー、アルカーイダの幹部（* 1955年)
- 5月22日 - マーティン・ガードナー、アメリカ合衆国の数学者、アマチュアマジシャン（* 1914年)
- 5月22日 - 中川順、日本の実業家、テレビ東京元社長、会長（* 1919年)
- 5月22日 - 石橋博良、日本の実業家、ウェザーニューズ創業者(会長)（* 1947年)
- 5月23日 - ホセ・リマ、ドミニカ共和国のプロ野球選手（* 1972年)
- 5月24日 - 西川隆二、日本のパン職人、全日本パン協同組合連合会元会長（* 1916年)
- 5月24日 - アンネリーゼ・ローテンベルガー、ドイツのオペラ歌手（* 1924年)
- 5月24日 - ラッシャー木村、日本の元プロレスラー、元大相撲力士（* 1941年)
- 5月24日 - ポール・グレイ(Paul Gray)、アメリカ合衆国のヘヴィメタルベーシスト、スリップノットメンバー（* 1972年)
- 5月24日 - 向井久了、日本の法学者、帝京大学教授（* 1944年)
- 5月24日 - 三好守、プロ野球選手（* 1942年）
- 5月25日 - シフィオ・ヌツシェベ(Siphiwo Ntshebe)、南アフリカ共和国のオペラ歌手（* 1974年)
- 5月25日 - ジャーヴィス・ウィリアムス(Jarvis Williams)、アメリカ合衆国のフットボール選手（* 1965年)
- 5月25日 - KAGAMI、日本のミュージシャン・DJ（* 1976年)
- 5月25日 - 大迫純一、日本の小説家・シナリオライター・漫画家（* 1962年)
- 5月26日 - 針生一郎、日本の文芸評論家（* 1925年)
- 5月26日 - 郭志均(곽지균)、大韓民国の映画監督（* 1954年)
- 5月27日 - 門田圭三、日本の実業家、南海放送元社長（* 1913年)
- 5月27日 - 秋山武夫、日本の文学者、獨協大学名誉教授（* 1932年)
- 5月27日 - レグ・ホワイト(Reg White)、イギリスのセーリング選手、1976年モントリオールオリンピック男子セーリングトルネード級金メダリスト（* 1954年)
- 5月27日 - 浅井達也、日本の脚本家（* 1939年)
- 5月27日 - ロマン・エフィーモヴィチ・コザク(Козак, Роман Ефимович)、ロシアの舞台俳優、舞台監督（* 1957年)
- 5月27日 - 本多立太郎、戦争の語り部（* 1914年)
- 5月28日 - ゲーリー・コールマン、アメリカ合衆国の俳優（* 1968年)
- 5月29日 - 青木正和、日本の医学者、結核予防会会長（* 1928年)
- 5月29日 - ランドルフ・ストウ(Randolph Stow)、オーストラリアの作家（* 1935年)
- 5月29日 - デニス・ホッパー、アメリカ合衆国の俳優（* 1936年)
- 5月30日 - 青木半治、日本の元陸上競技選手、日本陸上競技連盟元会長（* 1915年)
- 5月30日 - アリ・オリ・ウッドソン(Ali-Ollie Woodson)、アメリカ合衆国のR&B歌手、ザ・テンプテーションズリード・シンガー（* 1951年)
- 5月30日 - 中村昭治、日本のアナウンサー【テレビ朝日/テレビ金沢所属】（* 1982年)
- 5月30日 - ユーリ・チェスノコフ、ロシアのバレーボール選手、元バレーボールソ連男子代表、1964年東京オリンピック男子バレーボール金メダリスト（* 1933年)
- 5月31日 - 石原道博、日本の歴史学者、茨城大学名誉教授（* 1911年)
- 5月31日 - ルイーズ・ブルジョワ、アメリカ合衆国の彫刻家（* 1911年)
- 5月31日 - ダファリン・ロブリン(Dufferin Roblin)、カナダの政治家(マニトバ進歩保守党)、元マニトバ州第14代州首相（* 1917年)
- 5月31日 - アリエ・エリアフ(Arie Eliav)、イスラエルの政治家、元クネセト議員（* 1920年)
- 5月31日 - みな子、日本の芸者（* 1920年)
- 5月31日 - ピーター・オーロフスキー(Peter Orlovsky)、アメリカ合衆国の詩人（* 1933年)
- 5月31日 - 石井裕正、日本の医学者、慶應義塾大学名誉教授（* 1938年）[7]